# Taghavard
Taghavard (in armeno Թաղավարդ?, in azero Tağaverd) è una comunità rurale del distretto di Xocavənd, in Azerbaigian, fino al 2024 appartenente alla regione di Martuni nella repubblica dell'Artsakh (fino al 2017 denominata repubblica del Nagorno Karabakh).

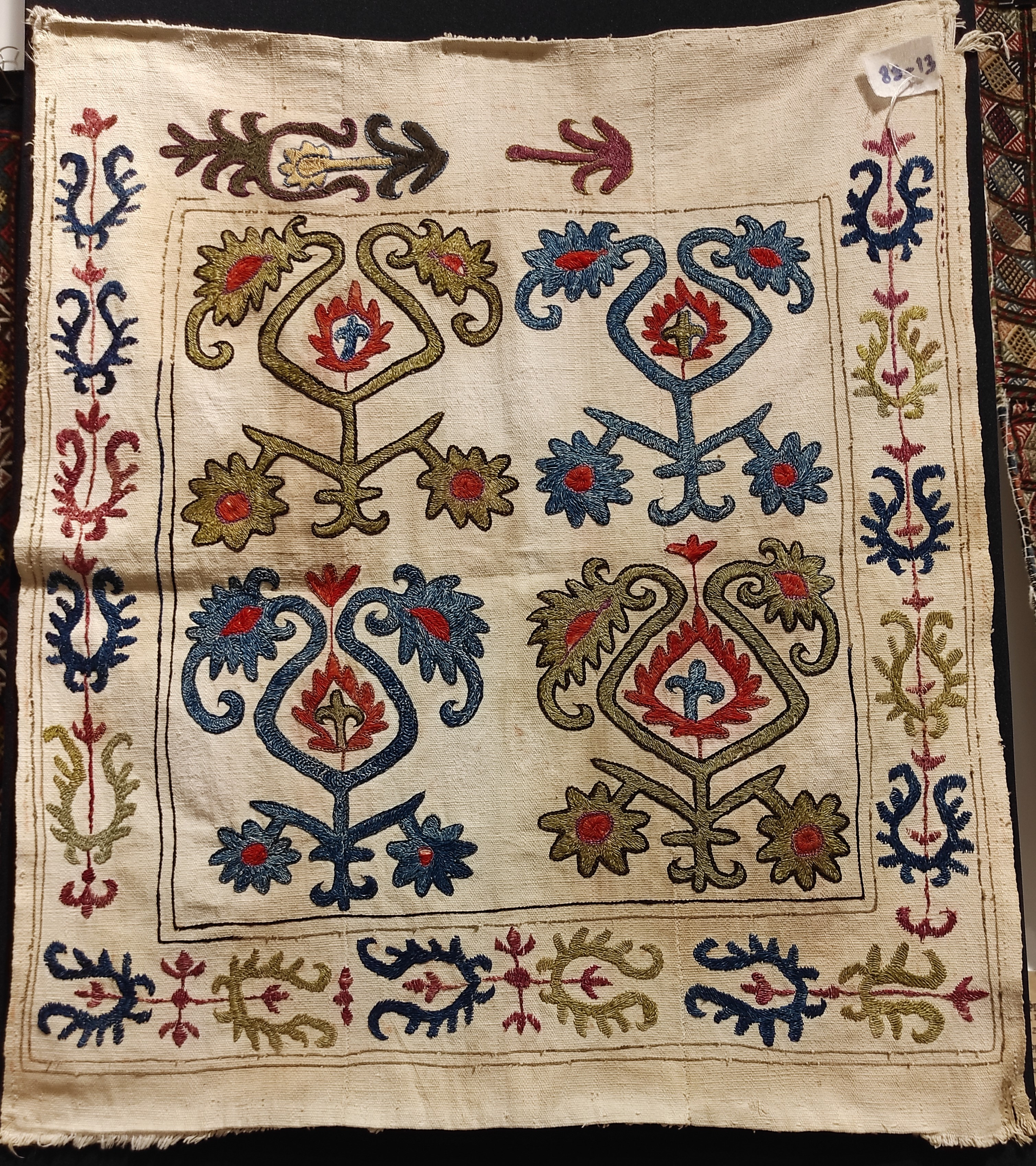
Ricamo Kenats Tsar (Albero della vita) del XIX secolo da Taghavard.

Nel 2005 contava poco più di milletrecento abitanti ed è la terza comunità della regione per popolazione. Sorge prossima alla strada che collega Varanda alla ex capitale dell'Artsakh Step'anakert, pressoché contigua al villaggio di Karmir Shuka e l'insediamento abitato si sviluppa quasi tutto lungo l'arteria che conduce alla strada statale.
Tra il 2020 e il 2023, in seguito alla guerra del Nagorno Karabakh del 2020, la parte orientale e bassa del villaggio, Nerkin Taghavard (armeno: Ներքին, chiamata anche Taghavard Kaler, Թաղավարդ Կալեր), era ancora controllata dalla repubblica dell'Artsakh, mentre la parte occidentale e superiore del villaggio, Verin Taghavard (armeno: Վերին Թաղավարդ), era controllata dall'Azerbaigian.
Nel luglio 2021, le immagini satellitari diffuse da Caucasus Heritage Watch, un gruppo di vigilanza composto da ricercatori di Purdue e Cornell, rivelò che i bulldozer azeri avevano cancellato la metà occidentale del villaggio, mettendo in pericolo la chiesa di Sant'Astvatsatsin. Il documento invitava le autorità azere a impedire il danneggiamento o la distruzione della chiesa.
Nel contesto dell'offensiva azera del 2023, il deputato dell'Artsakh Metakse Hakobyan dichiarò che i civili del villaggio sarebbero stati catturati dalle forze armate azere.